# Rituels
Rituels ist ein Jazzalbum des Orchestre National de Jazz unter Leitung des Komponisten Frédéric Maurin. Die  am 2. bis 5. September 2019 in den Bauer Studios Ludwigsburg entstandenen Aufnahmen erschienen im Oktober 2020 auf ONJ Records.

## Hintergrund
Orchestre National de Jazz stellte mit Rituels ein Kollektivwerk für 13 Instrumentalisten und Chorstimmen vor. Die 
Liedtexte stammten aus Gedichten, die aus verschiedenen Ländern gesammelt und 1968 in Jerome Rothenbergs einflussreicher Sammlung Technicians of the Sacred veröffentlicht wurden. Die Kompositionen stammen hauptsächlich von Maurin mit zwei Titeln der Komponistin und Flötistin Sylvaine Hélary, einem vom Komponisten und Pianisten Grégoire Letouvet sowie einzelnen Titeln der Sängerinnen Leila Martial und Ellinoa.
Alle Tracks sind lang, schrieb Peter Slavid, aber der Titeltrack ist mit 21 Minuten, aufgeteilt in zwei Teile, das Herzstück. Der Text stammt offenbar aus einem Gedicht, das einen traditionellen peruanischen Tanz begleitet, obwohl ein Großteil davon eher aus Klängen als aus Worten besteht. Der erste Teil wird von der kraftvollen, aber ausgesprochen ungewöhnlichen Stimme von Leila Martial dominiert. Das zweite Stück enthält schöne Soli der Trompete von Susana Santos Silva und der Bratsche von Guillaume Roy. Einige Titel enthalten die Gedichte als gesprochenes Wort. „La Métamorphose“ beginnt mit einem gesprochenen Gedicht zum Lob von Re, gefolgt von einer musikalischeren, fast opernhaften Hommage an Osiris und einer erotischen Hommage an Isis.

## Titelliste
- Orchestre National de Jazz: Rituels (ONJ RECORDS 484444)[1]

CD1
1. Le Monde Fleur 11:53
2. Rituel, Pt. 1 8:08
3. Rituel, Pt. 2 12:59
4. La Metamorphose 9:25

CD2
1. Femme Delit 9:11
2. Loon 13:18
3. Naissance(s) de la nuit 9.45
4. Aion 15:57

Die Kompositionen stammen von Ellinoa, Sylvaine Hélary, Leïla Martial, Grégoire Letouvet und Frédéric Maurin. Die Texte von „Loon“, „Naissance(s) de la nuit“ und ein Teil der Texte von „Le monde fleur“, „Rituel“ und „La métamorphose“ sind dem Buch „Les Techniciens du Sacré“ von Jerome Rothenberg entnommen, in der französischen Übersetzung von Yves di Manno, Éditions Corti, 2015.

## Rezeption
Obwohl nur vier Sänger zum Einsatz kommen, würden die Chorabschnitte dieses Albums äußerst kraftvoll und die Instrumentalabschnitte oft wie vollständig komponierte moderne klassische Musik klingen, schrieb Peter Slavid (London Jazz News) – aber es gebe in der gesamten Band einzelne starke Solisten, darunter auch die meisten Sänger. Dabei handle es sich praktisch um ein Konzert in voller Länge, das man sich idealerweise am Stück anhören sollte. Chorwerke dieser Größenordnung seien im Jazz selten, am bekanntesten wohl die geistlichen Konzerte von Duke Ellington, aber dies sei etwas völlig anders – eher Carmina Burana als Ellington. Bei fünf verschiedenen Komponisten sowie Maurin könnte man einige Variationen im Stil erwarten, aber es gebe eindeutig ein gemeinsames Ethos unter diesen Musikern, und das sei schon immer einer der Eckpfeiler des ONJ gewesen.
Ralf Dombrowski schrieb in Jazz thing, das Studiowerk erinnere die Musik an die Phase der Association à la Recherche d’un Folklore Imaginaire, als experimentelle Stilsuche mit Humor als eurojazziger Eigenweg zwischen zeitgenössischer Komposition, Mythen und Improvisation präsentiert wurde. Acht Stücke, sechs Komponisten und eine Tradition des gehauchten, gesungenen, montierten und freien Flusses würden die Möglichkeiten von Klangfarbe, gestalterischer Progression und Struktur vermengen. Damit  würde sich das ONJ als zeitgenössisch post-improvisatorischer Gast für die Donaueschinger Musiktage qualifizieren.